# 설파독신
설파독신(sulfadoxine, sulphadoxine)은 매우 오래 지속되는 설파제로 피리메타민과 말라리아 치료를 위해 복합적으로 사용된다.
말라리아 예방에도 사용되지만 설파독신-피리메타민 내성 수준이 높기 때문에 이러한 사용은 덜 흔해졌다.
또한 일반적으로 다른 약물과 함께 사용하여 가축의 다양한 감염을 치료하거나 예방하는 데 사용된다.

## 작용 기전
설파독신은 디히드로프테로에이트 합성효소를 경쟁적으로 억제하여 엽산 합성을 방해한다.

## 같이 보기
- 설파독신/피리메타민